# Мініатюрк
Мініатюрк (тур. Miniatürk) — парк мініатюр, розташований у Стамбулі в районі Сютлюдже на березі Золотого Рогу в Туреччині

## Історія
Парк Мініатюрк заснований 2 травня 2003 року

## Опис
На території парку, площею понад 6 га виставлені моделі архітектурних об'єктів Туреччини і інших країн, виконані в масштабі 1:25. Також в парку діє мініатюрна залізниця, автомагістраль де переміщаються транспортні засоби, аеропорт з моделями літаків, кораблі пропливають по водних артеріях і знаходяться тисячі людських фігур.

## Мініатюри
У парку налічується понад 100 мініатюр, серед яких можна побачити: собор Святої Софії, Галатський і Дівочі вежі, Босфорський міст, Блакитну мечеть і Мечеть Сулейманіє, палаци Топкапи і Долмабахче, церкву Святої Ірини, міські стіни Константинополя та ін.

## Галерея

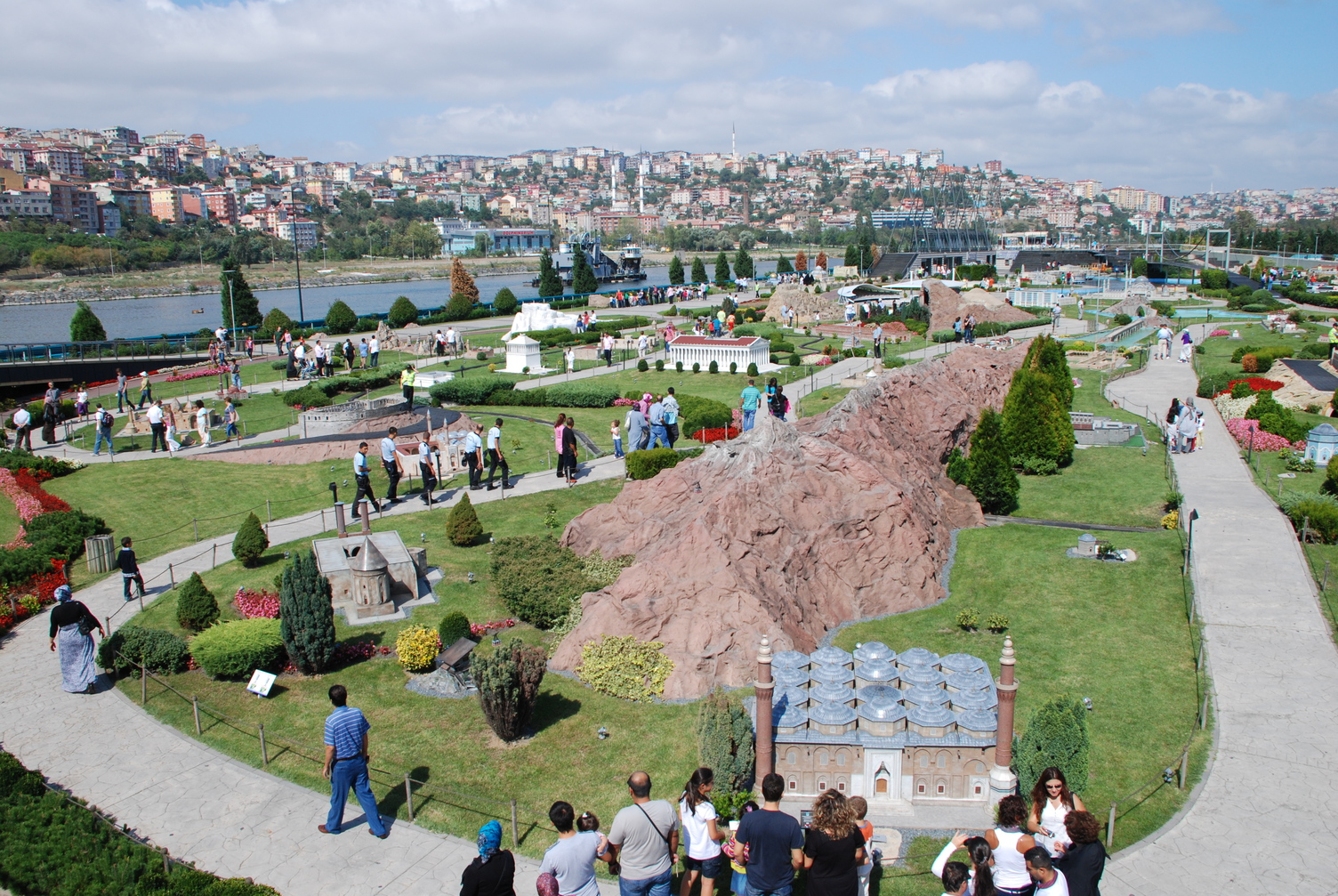
Парк Мініатюрки
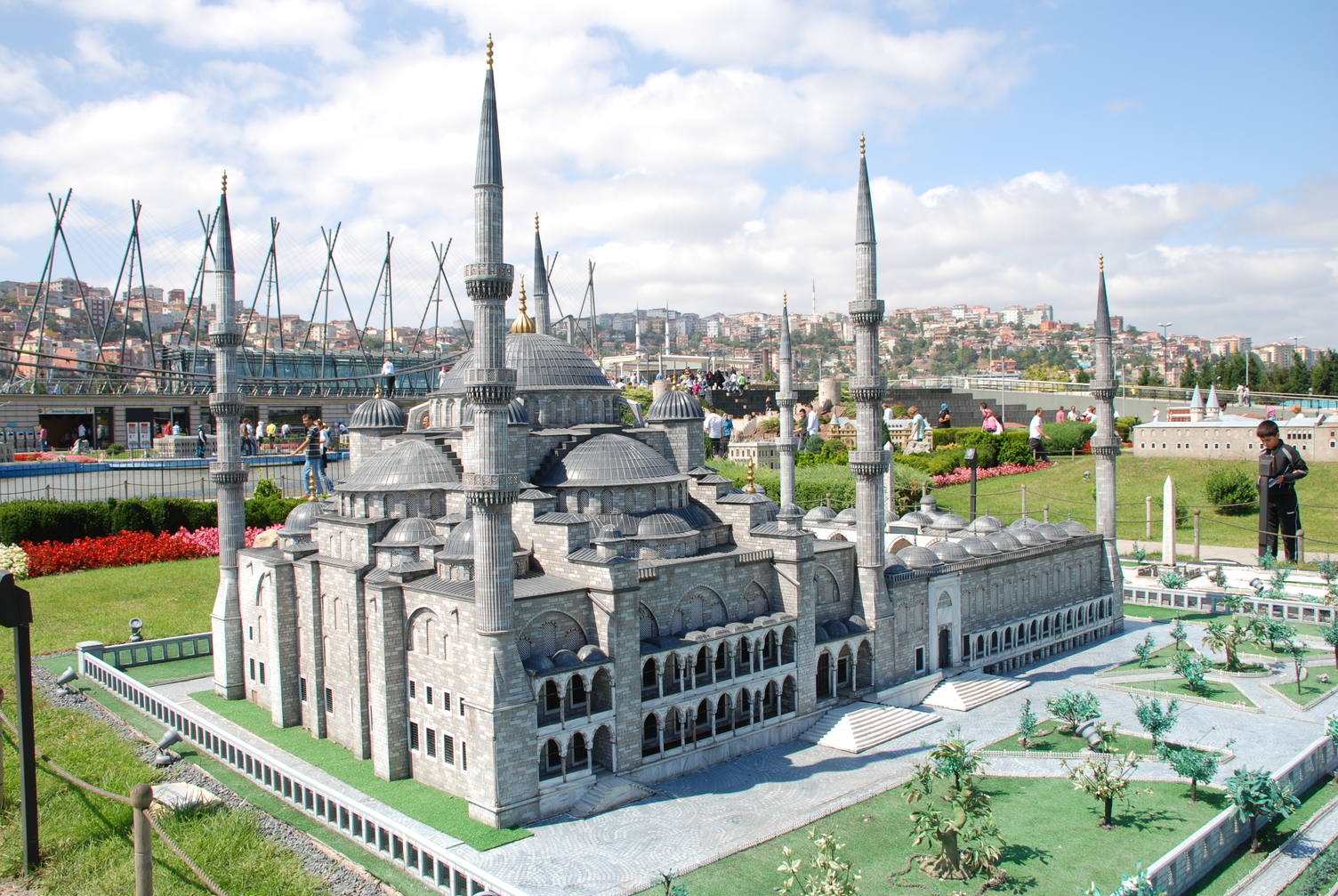
Блакитна мечеть
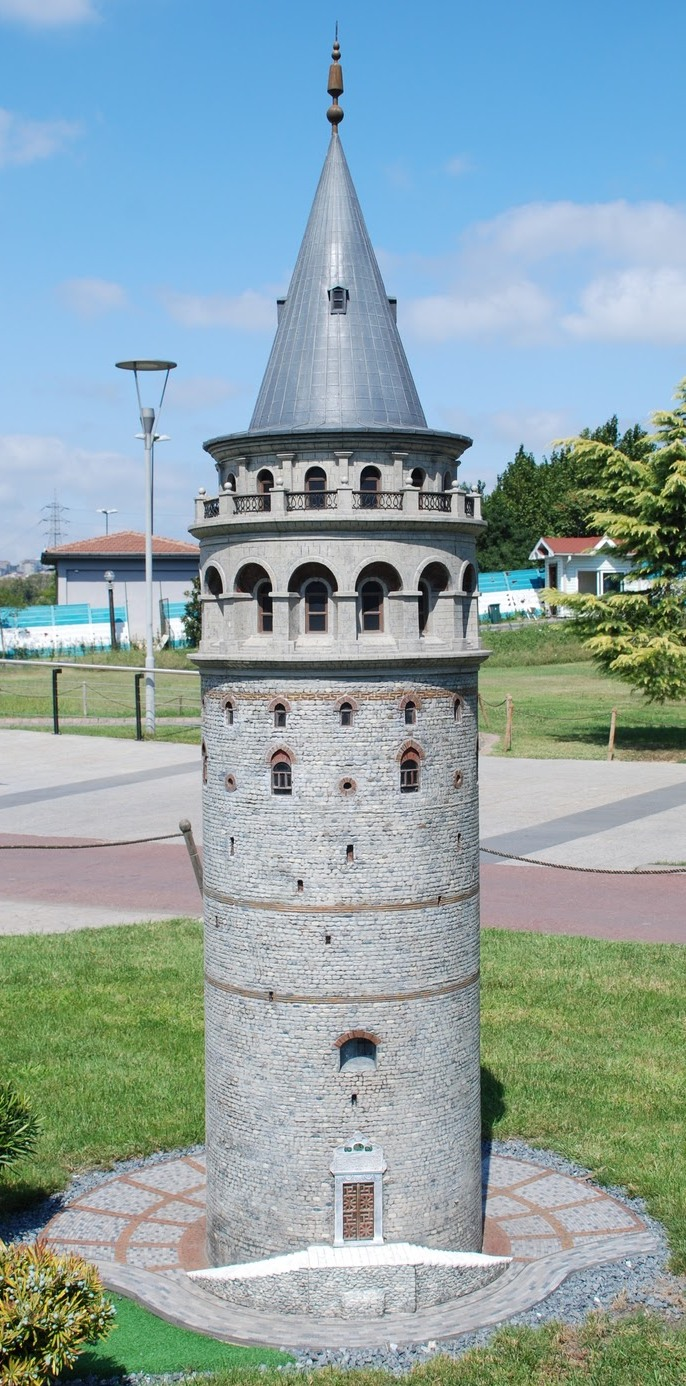
Галатська вежа
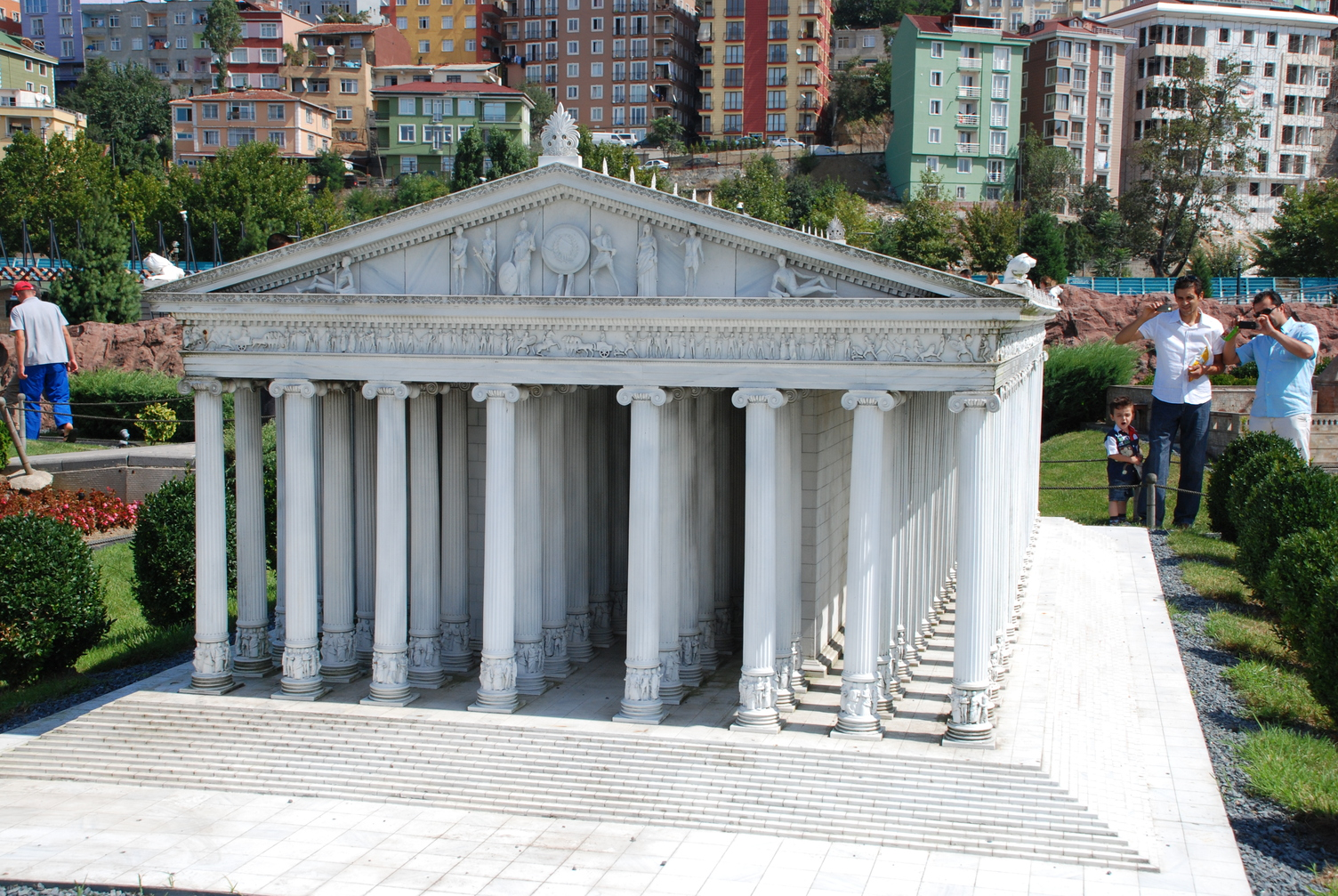
Храм Артеміди
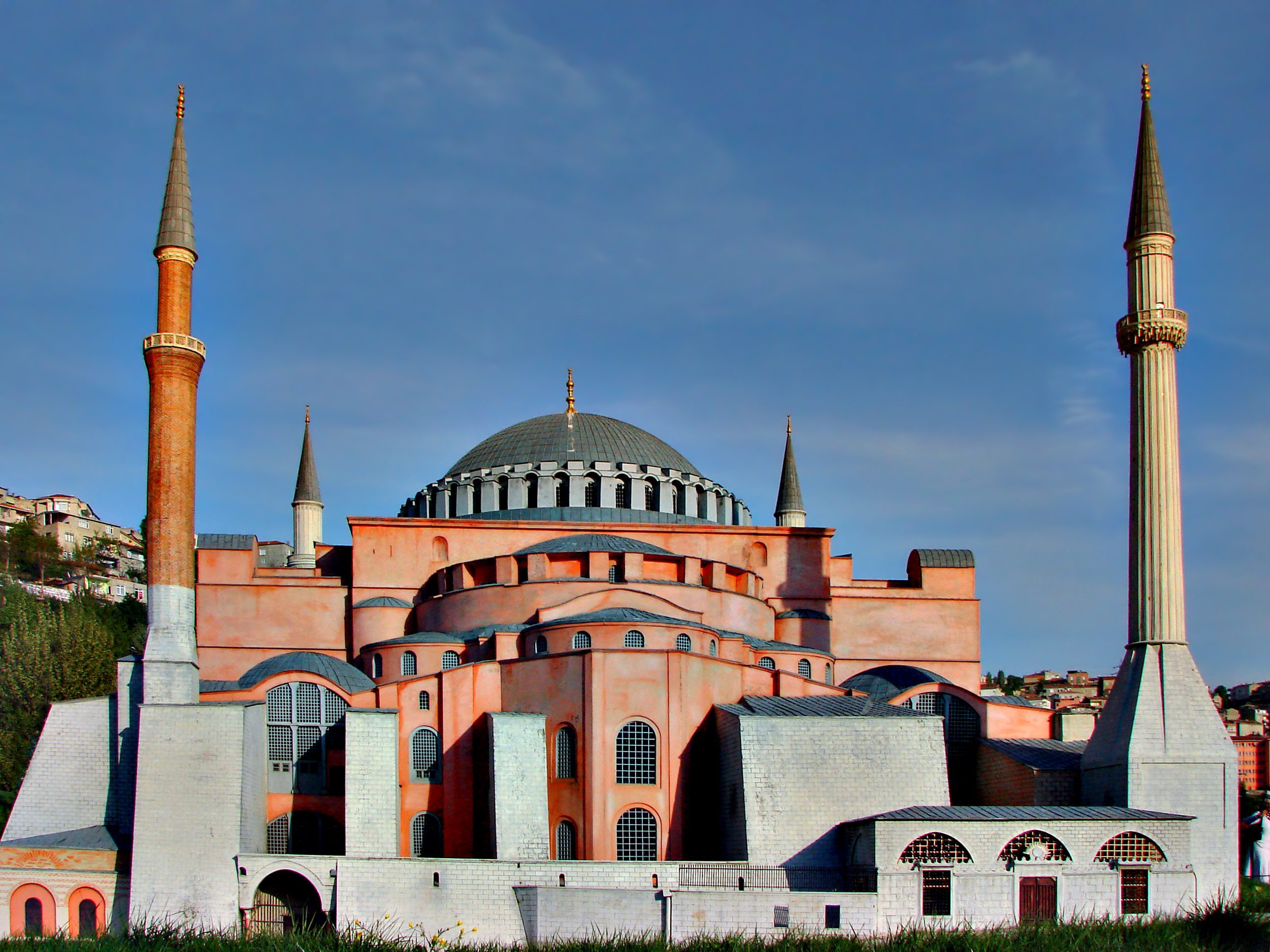
Макет Святой Софии
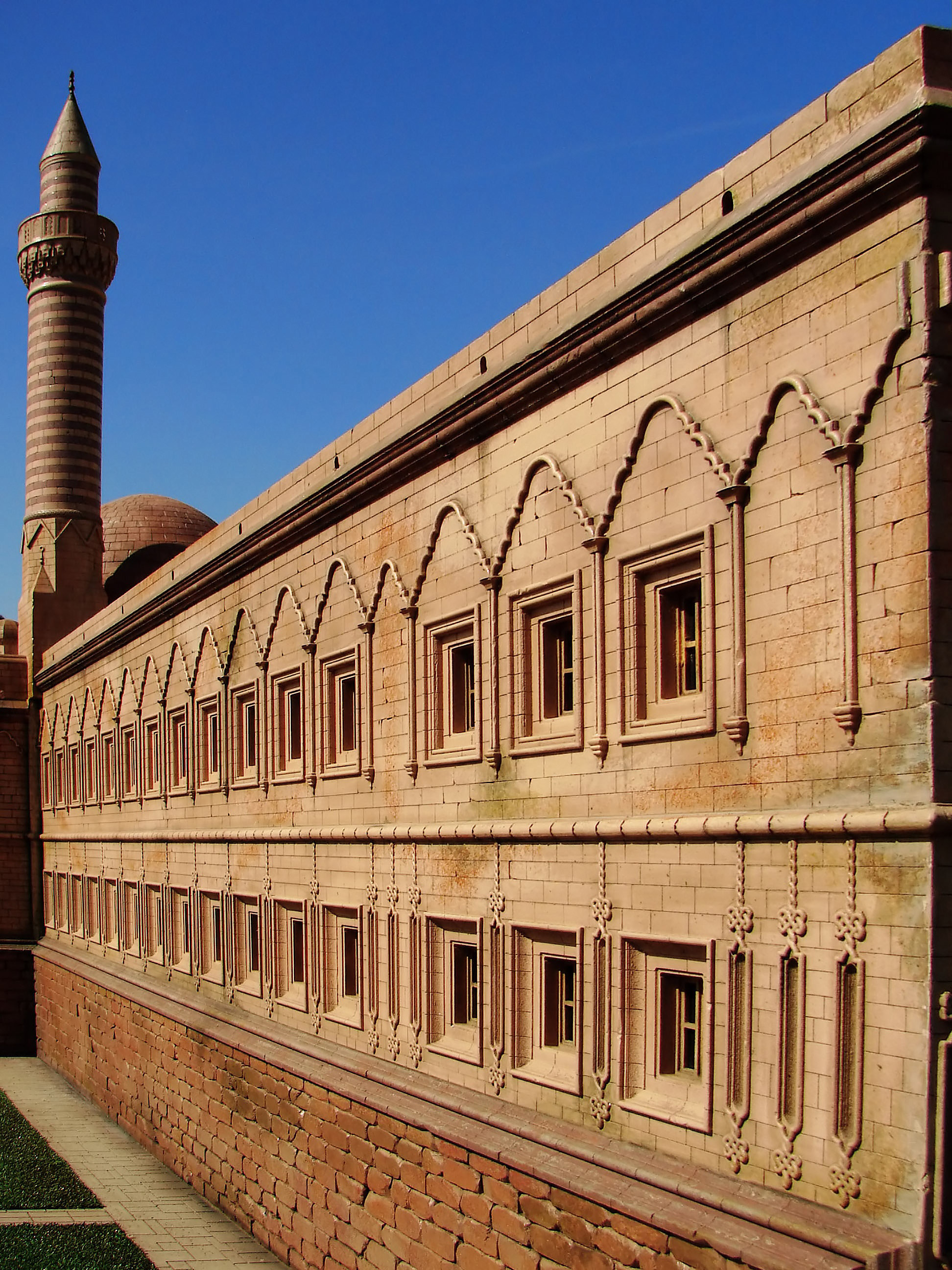
Медресе
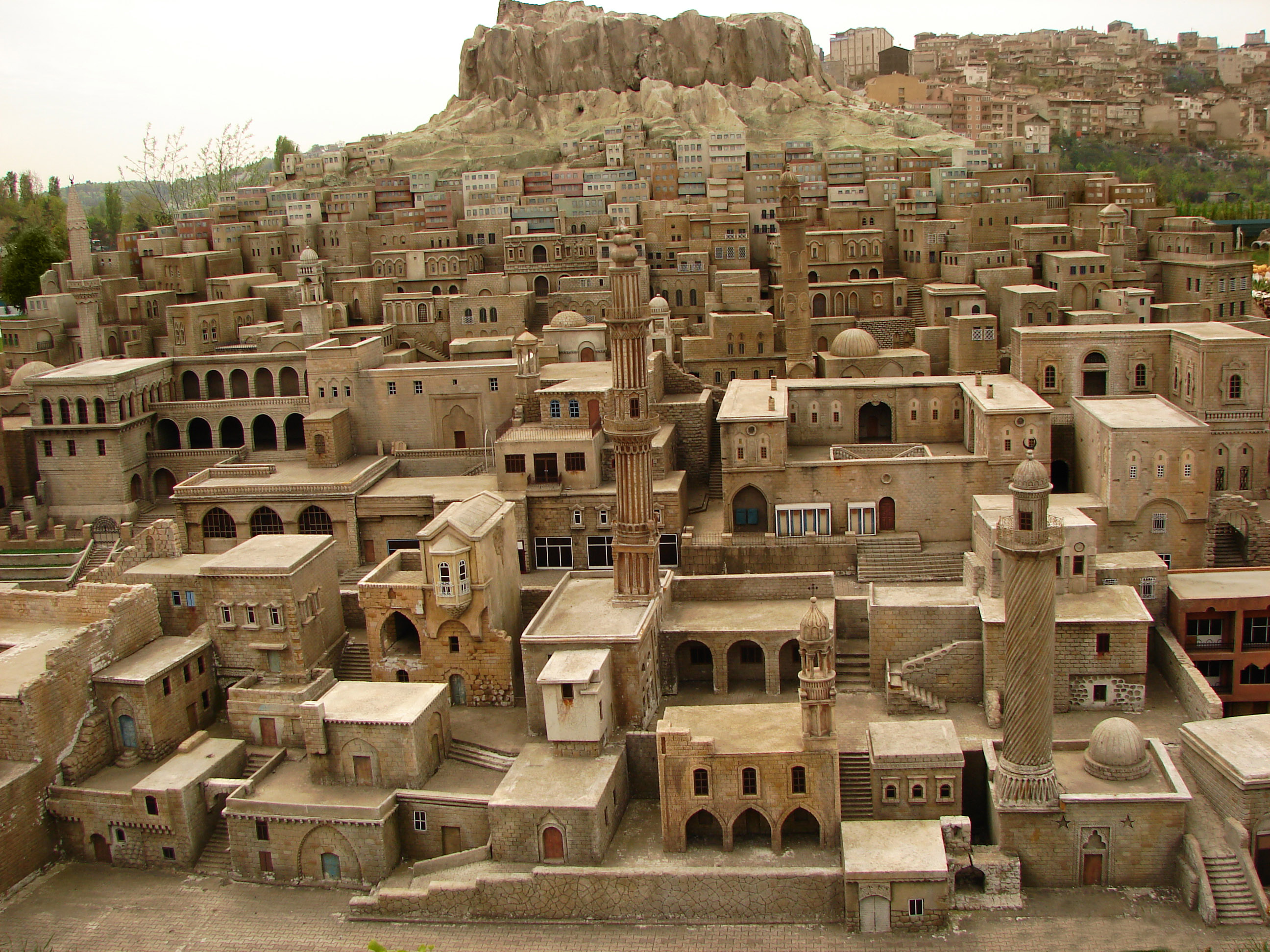
Каменные дома Мардина
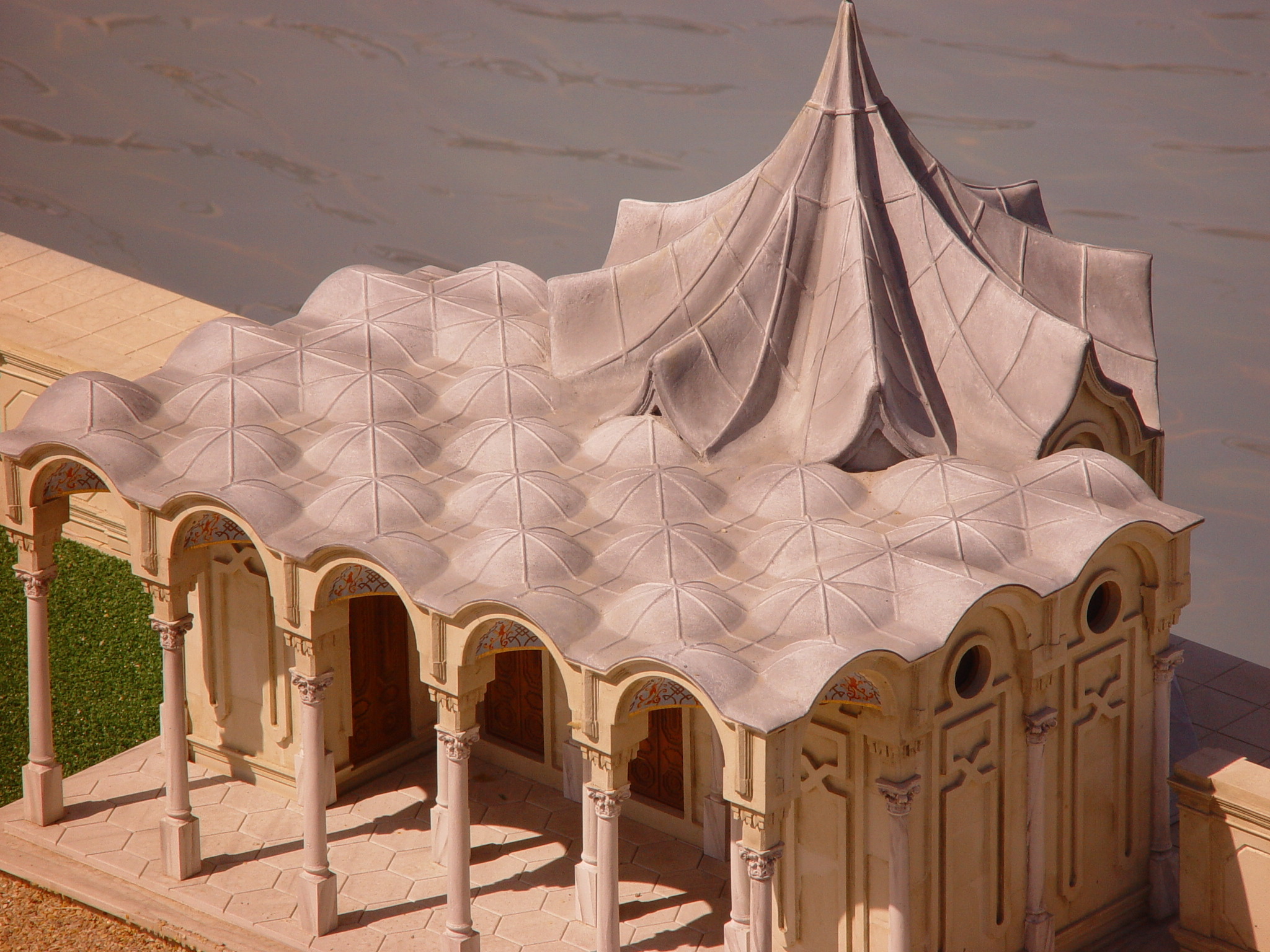
Банный павильон дворца Бейлербейи
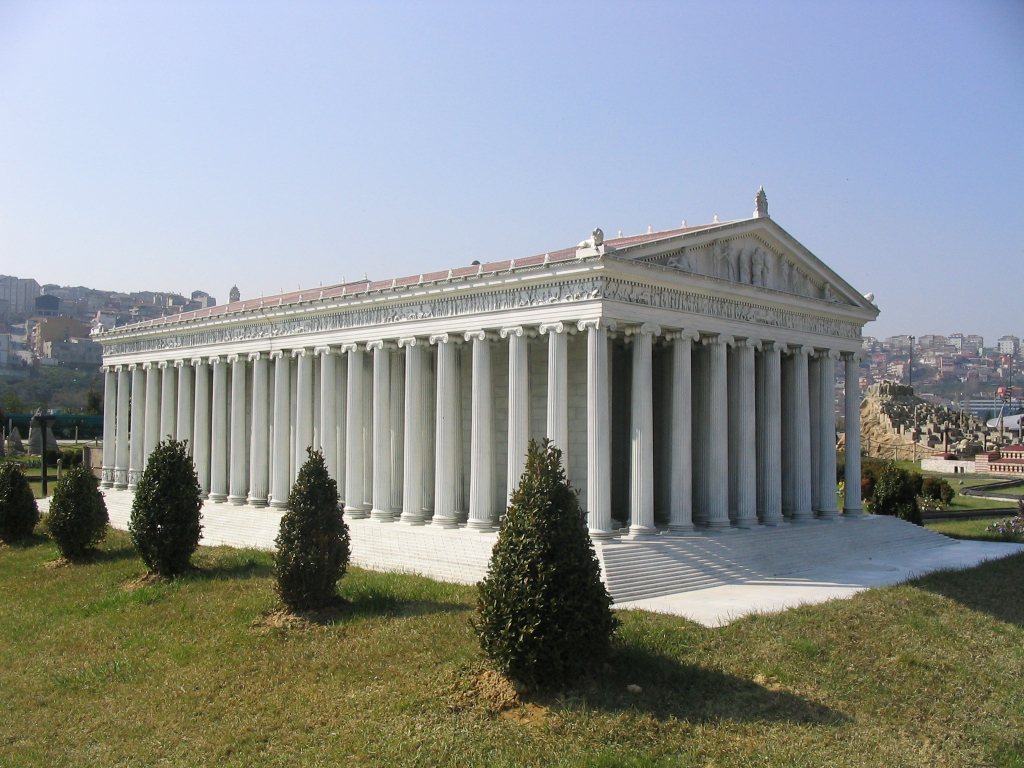
Храм Артемиды Эфесской
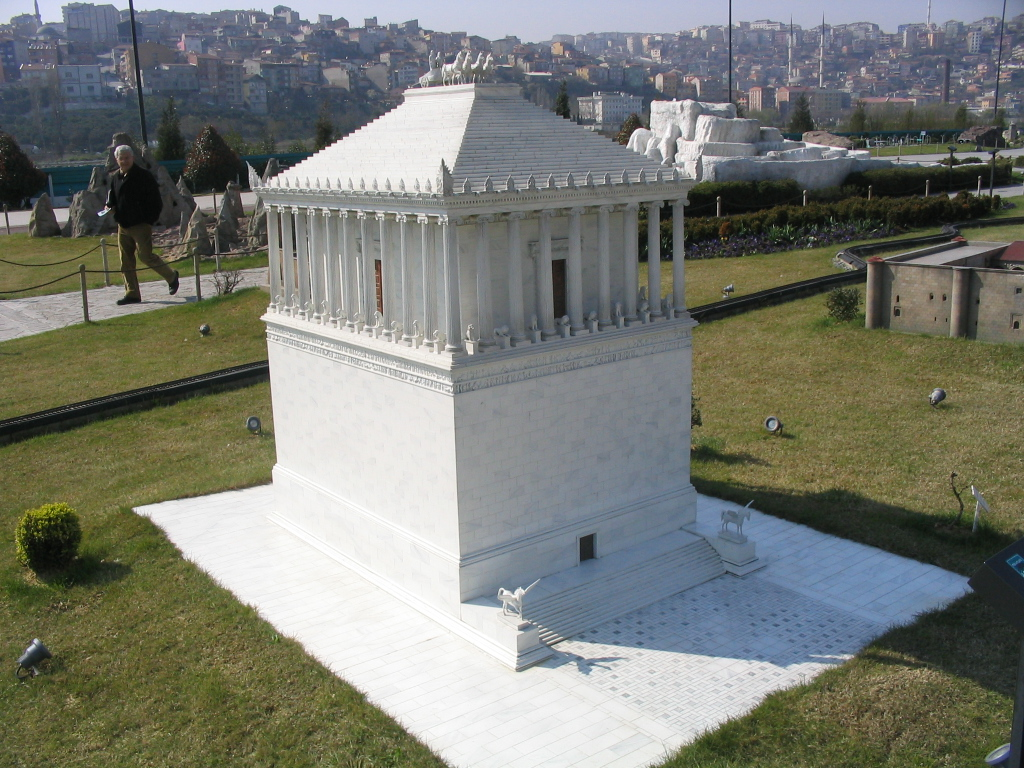
Мавзолей в Галикарнасе
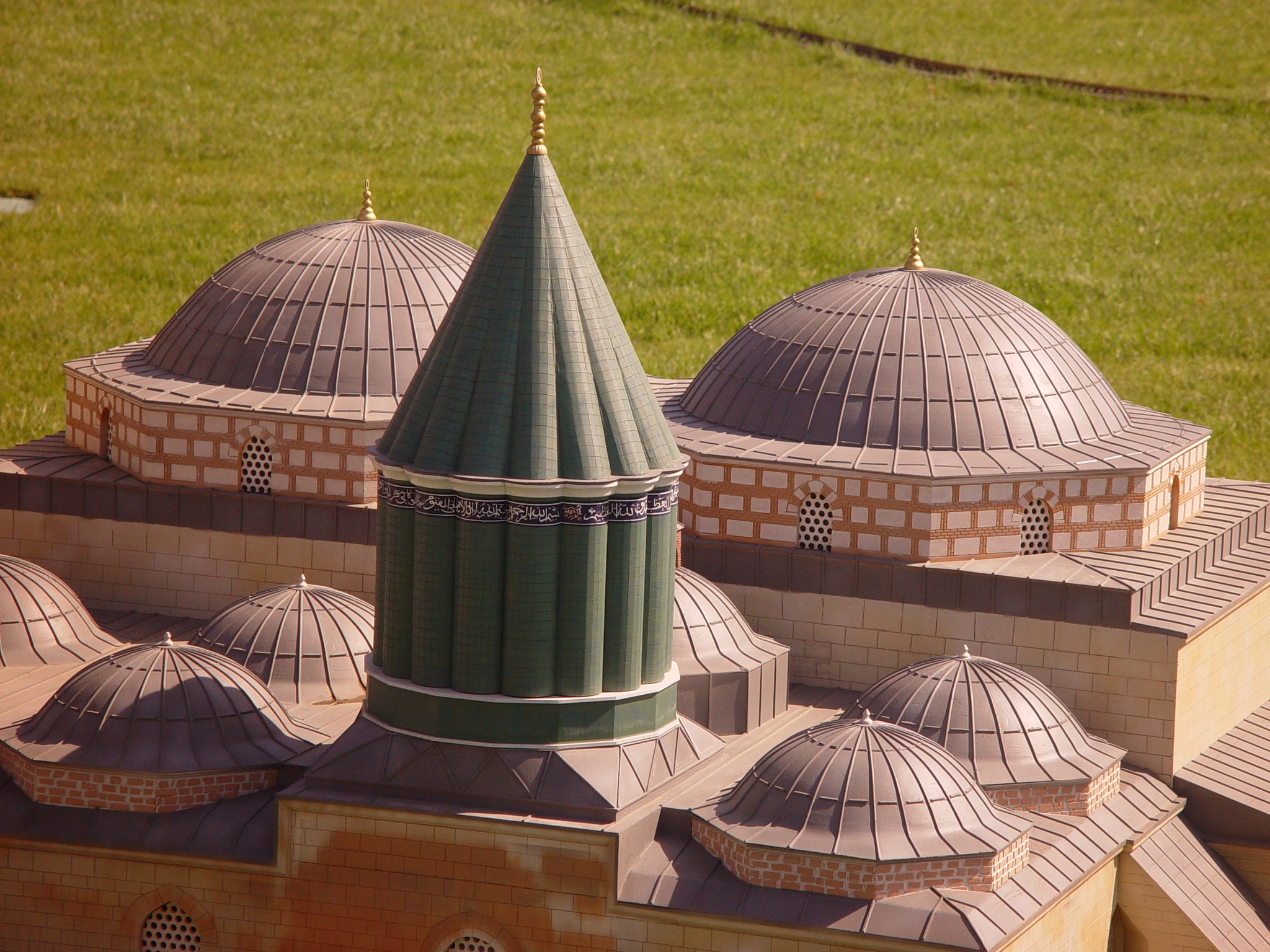
Музей Мевляны
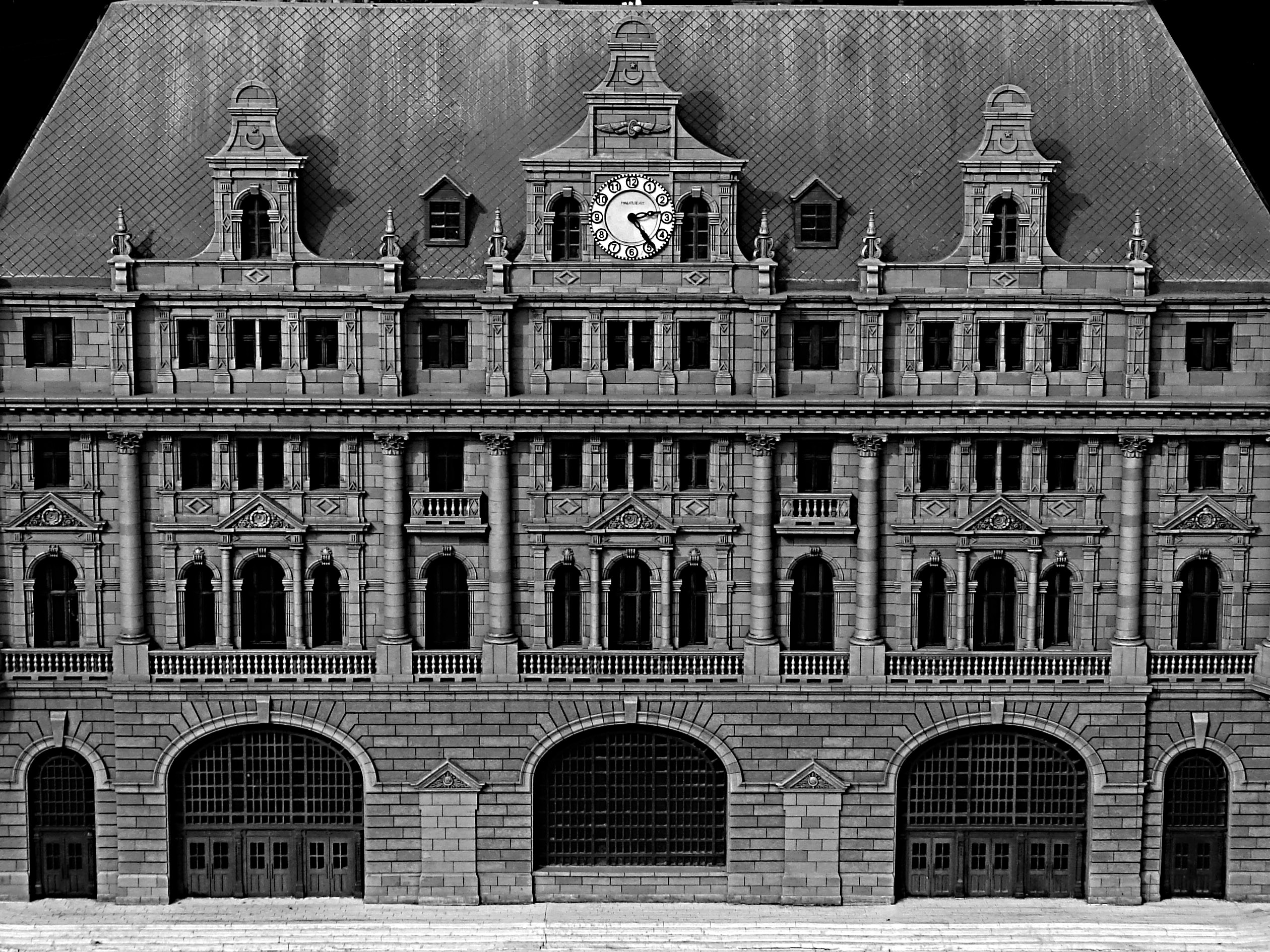
Вокзал Хайдарпаша
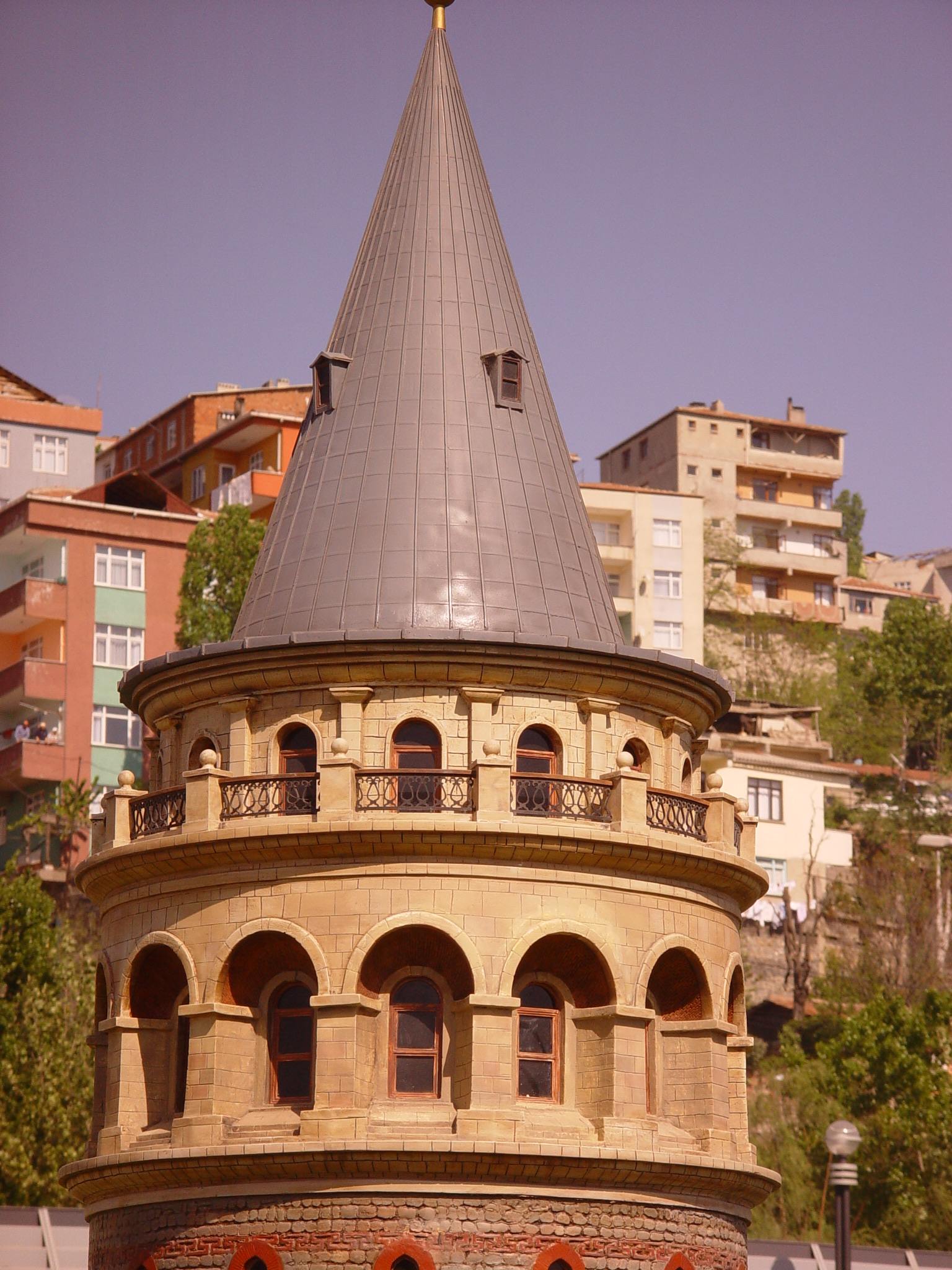
Галатская башня
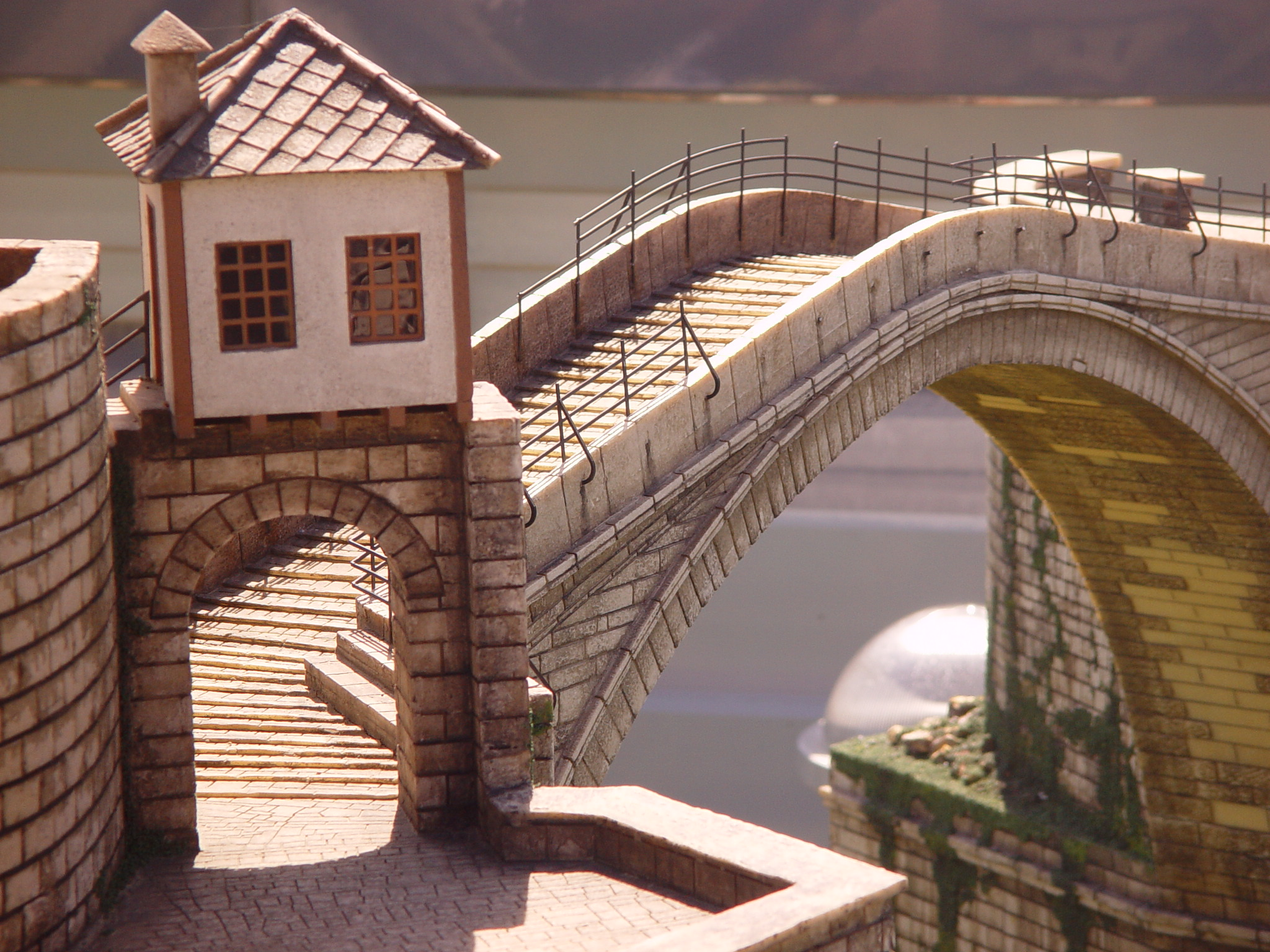
Мостар
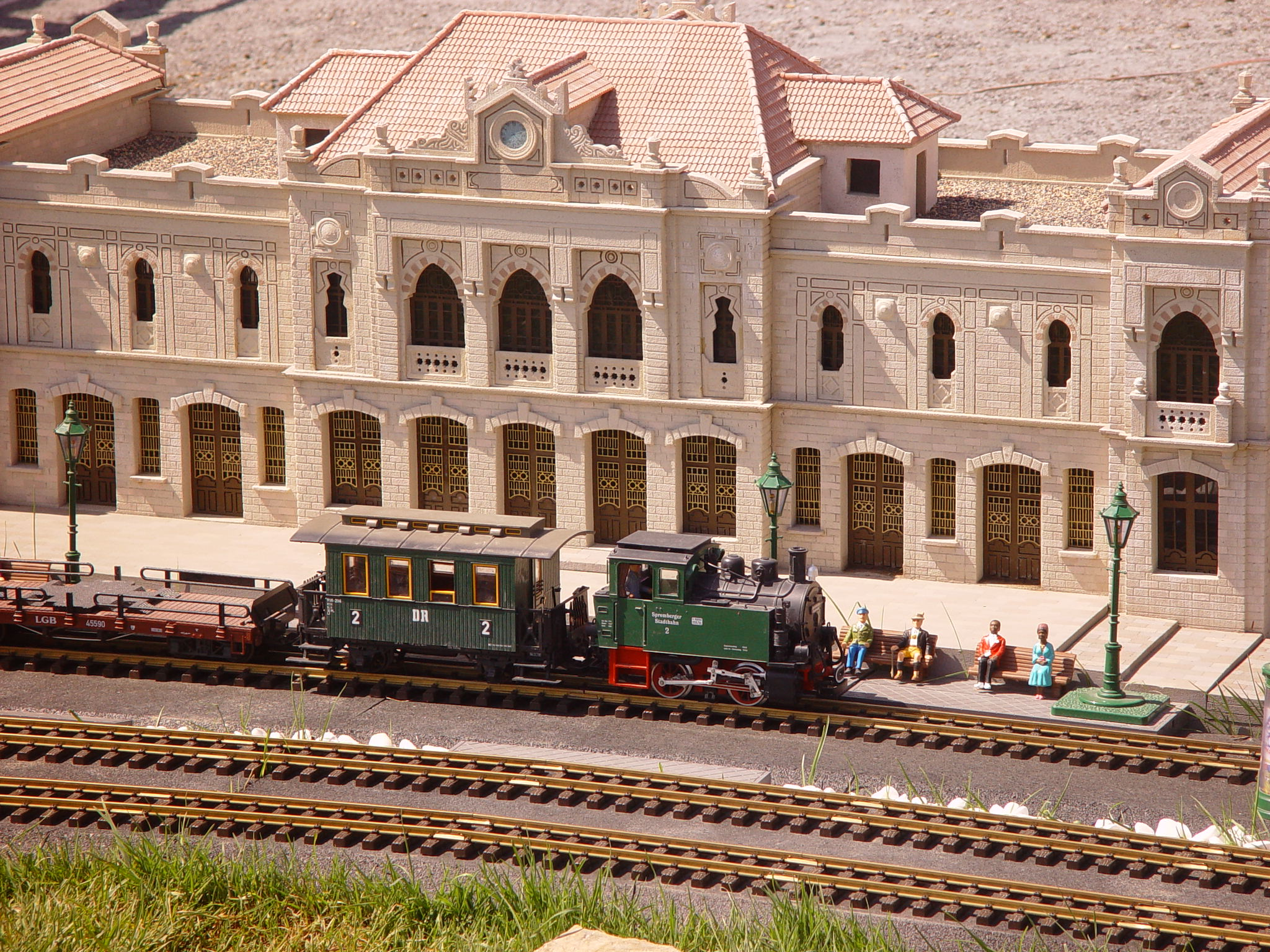
Железнодорожная станция Хиджаза
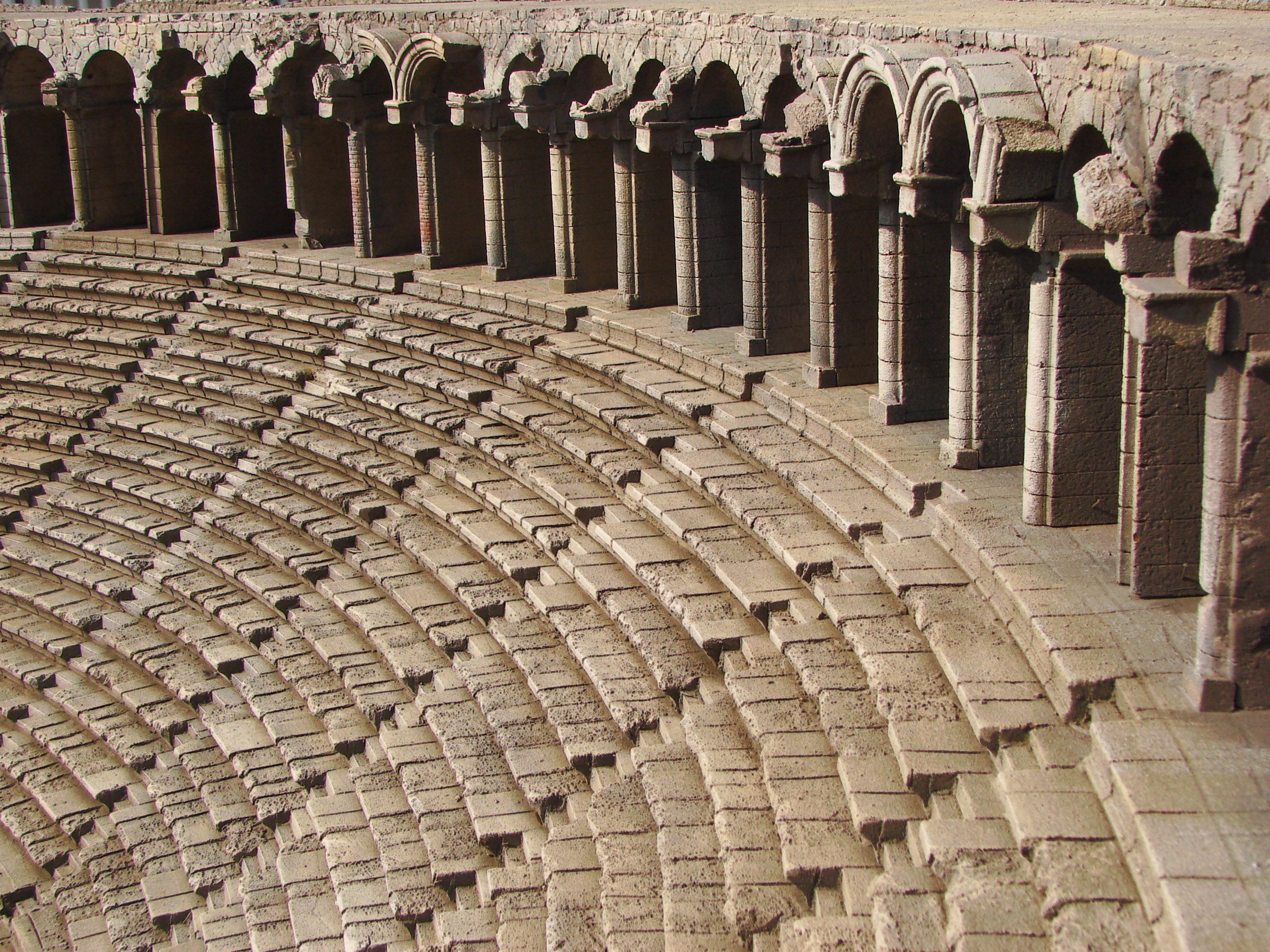
Аспендос
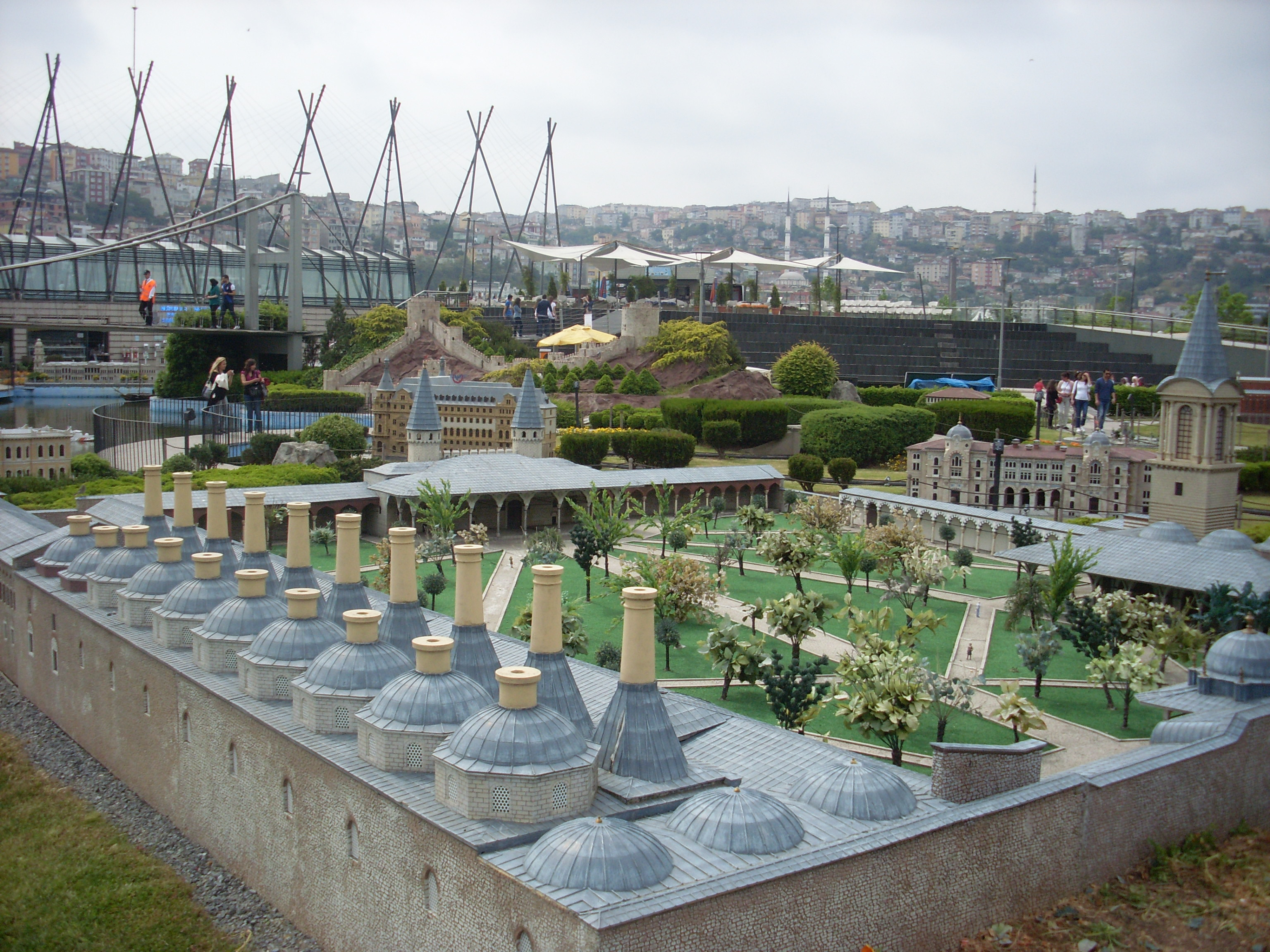
Топкапы
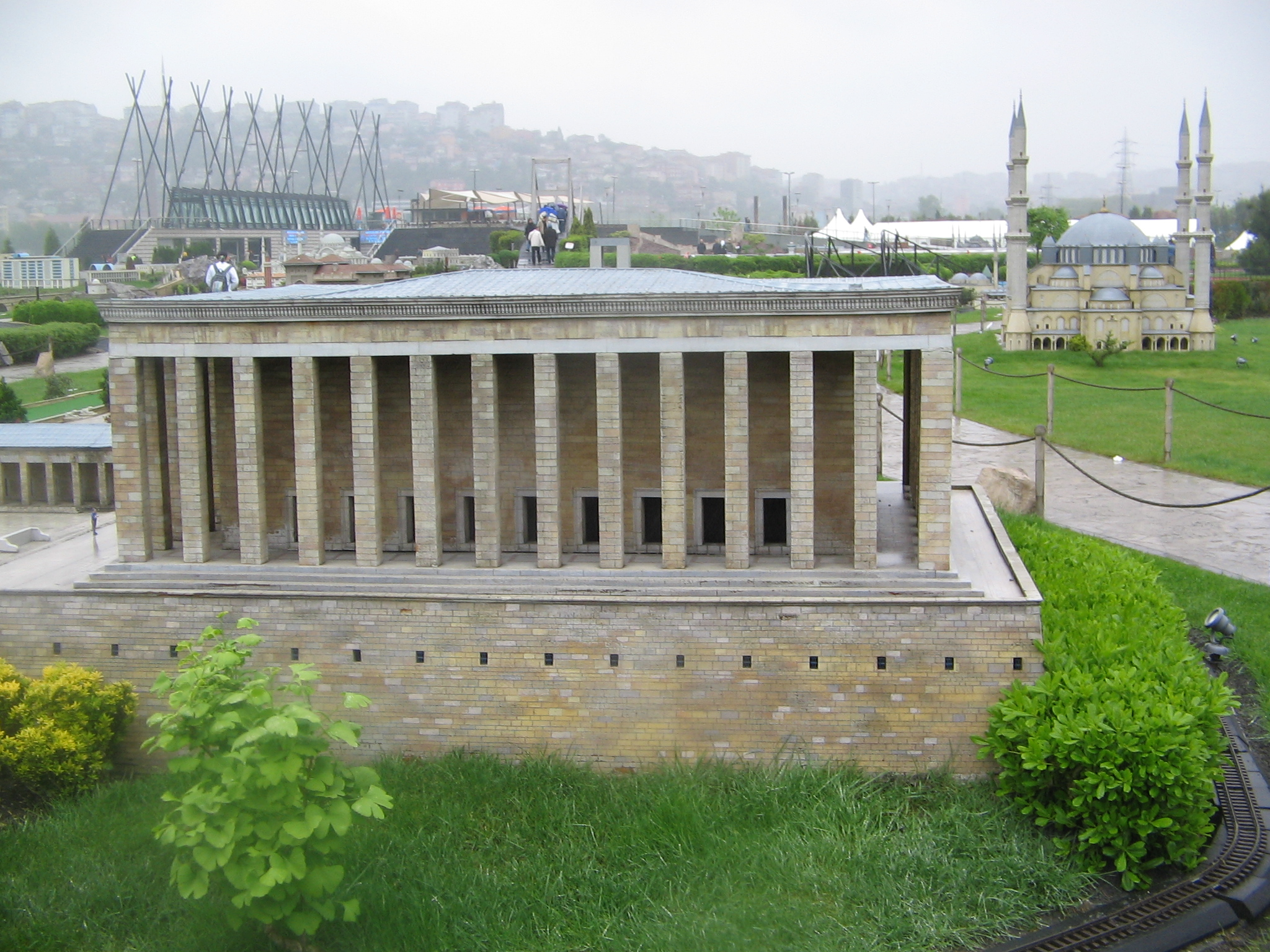
Аныткабир
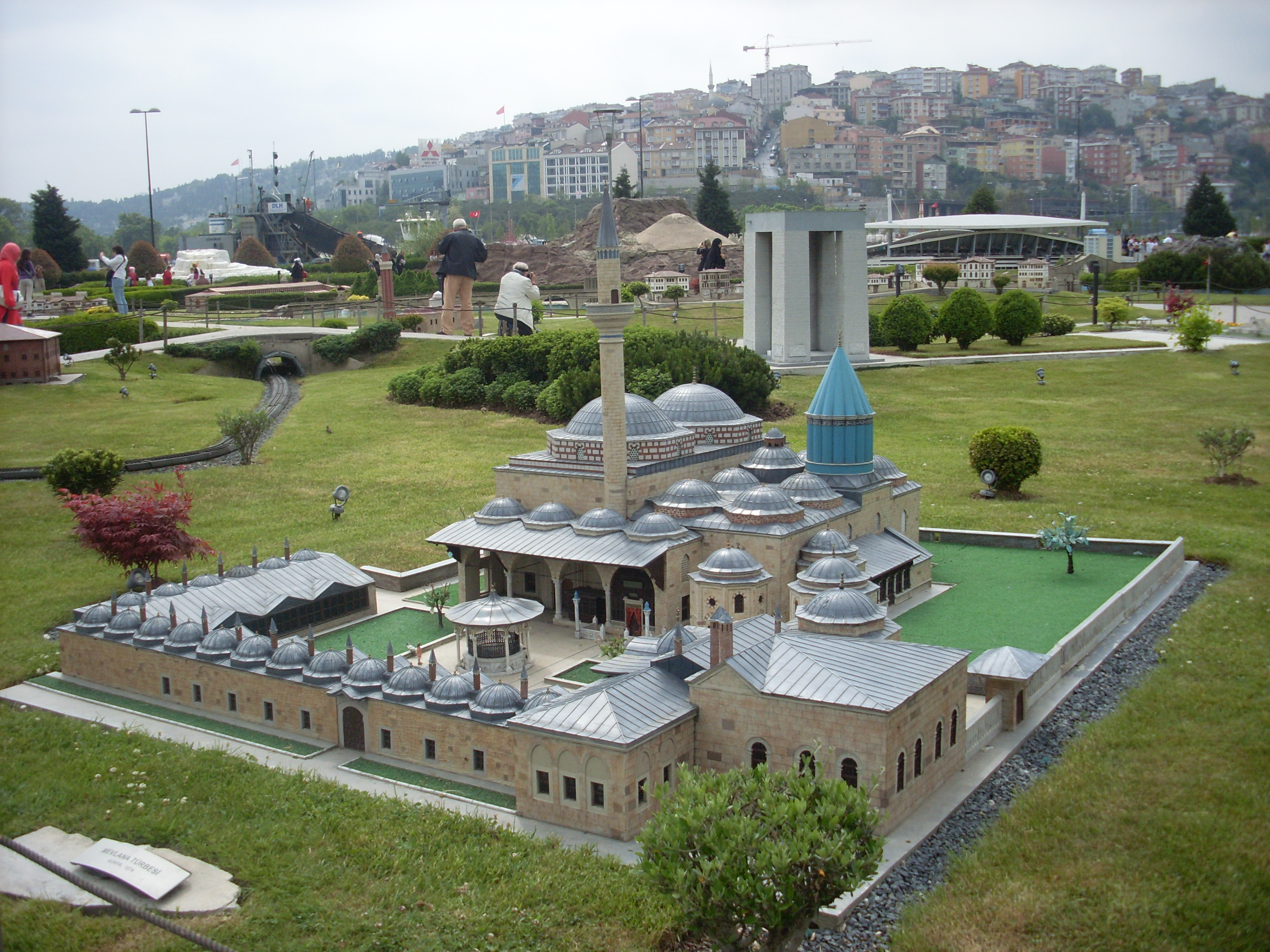
Музей Мевляны
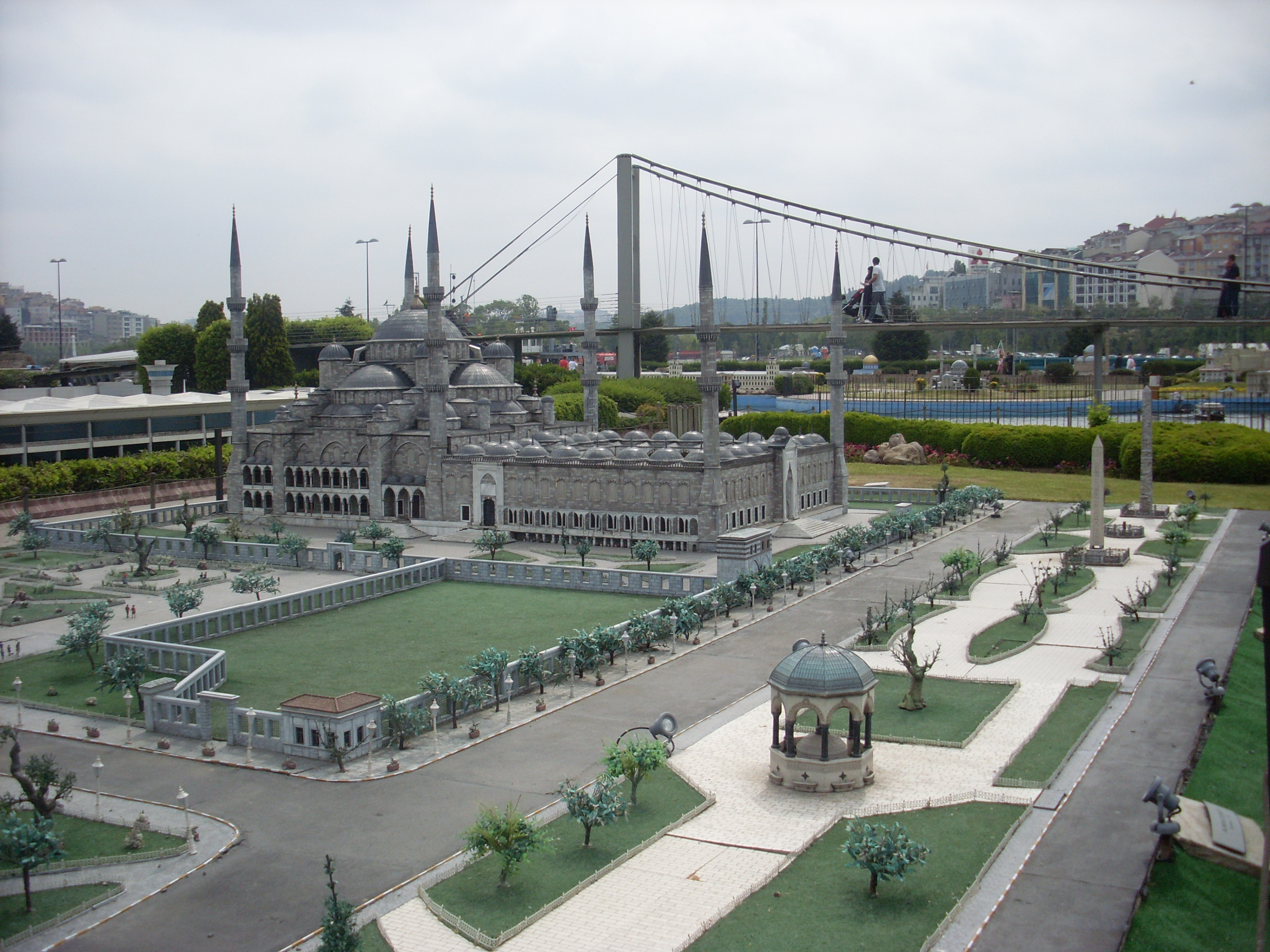
Площадь Султанахмет
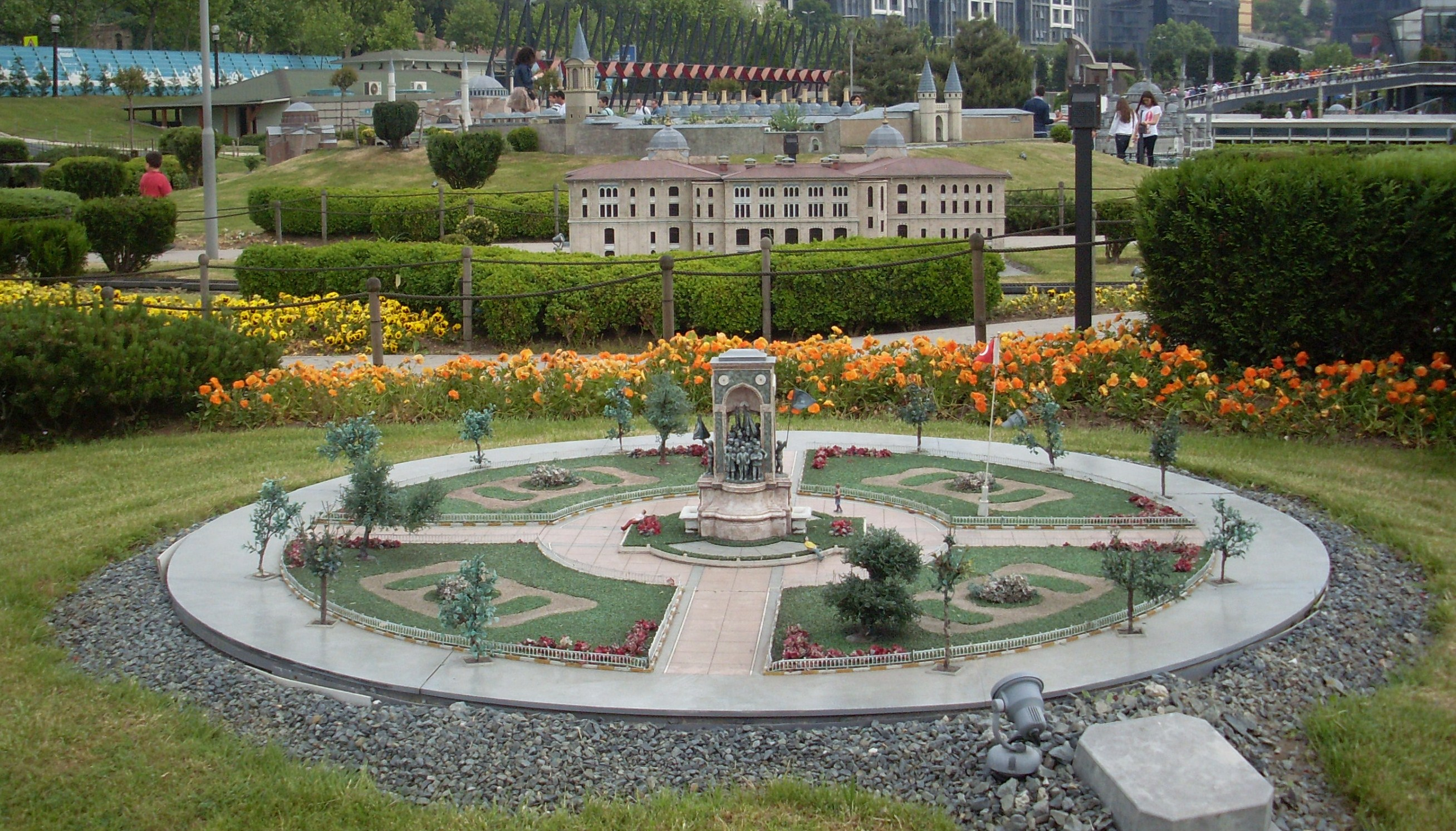
Площадь Таксим
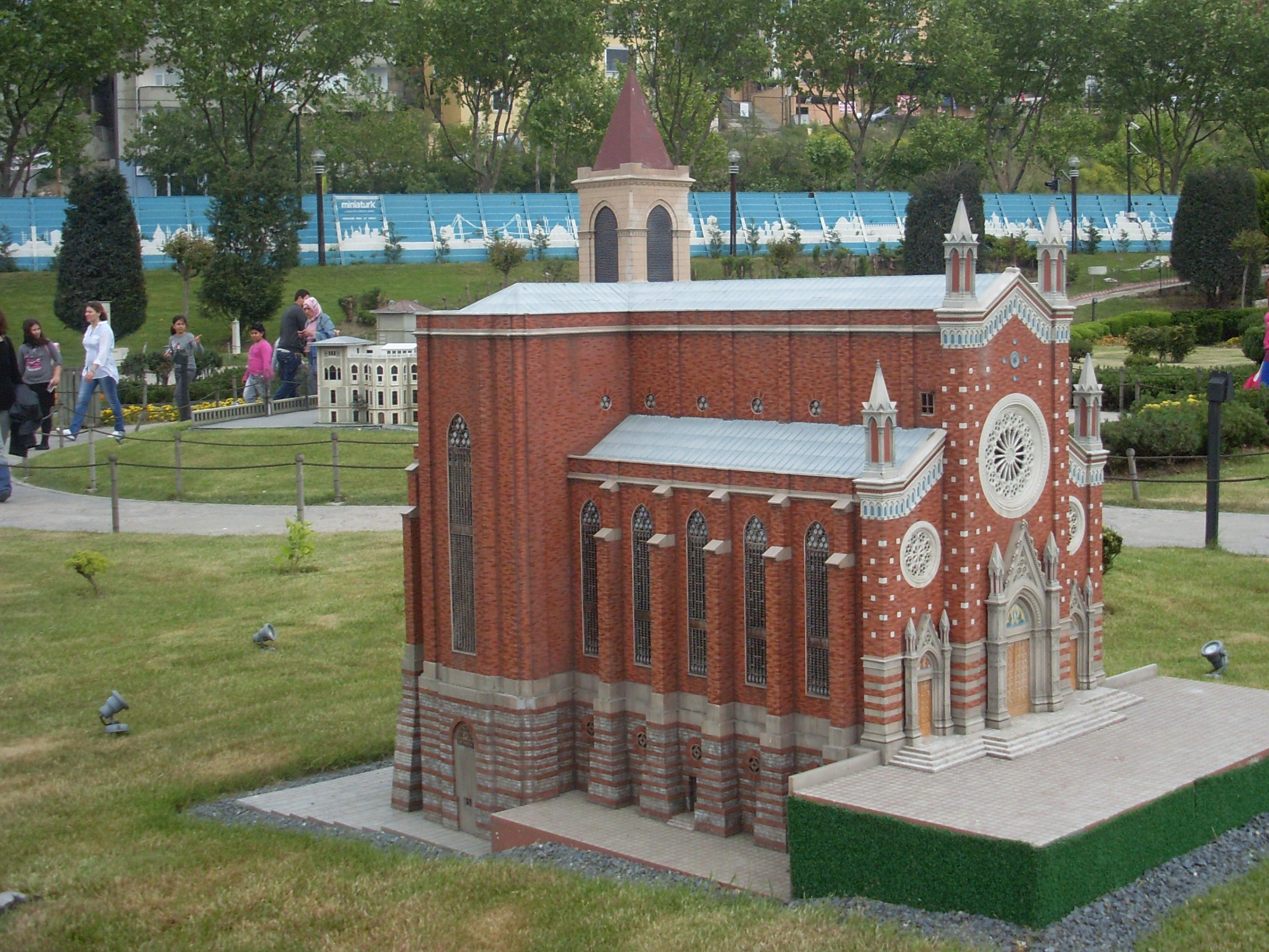
Церковь Святого Антония Падуанского
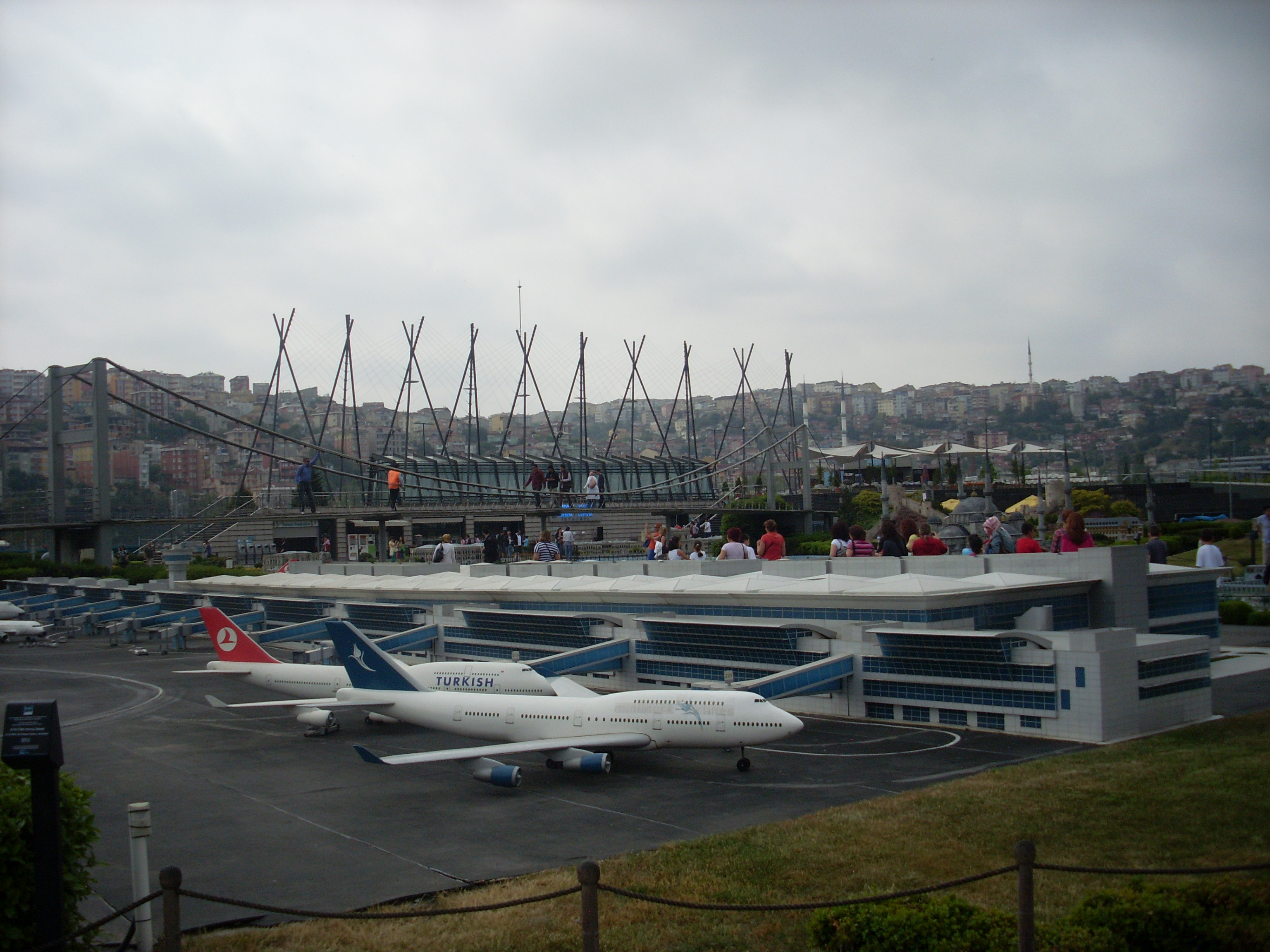
Стамбульский аэропорт имени Ататюрка
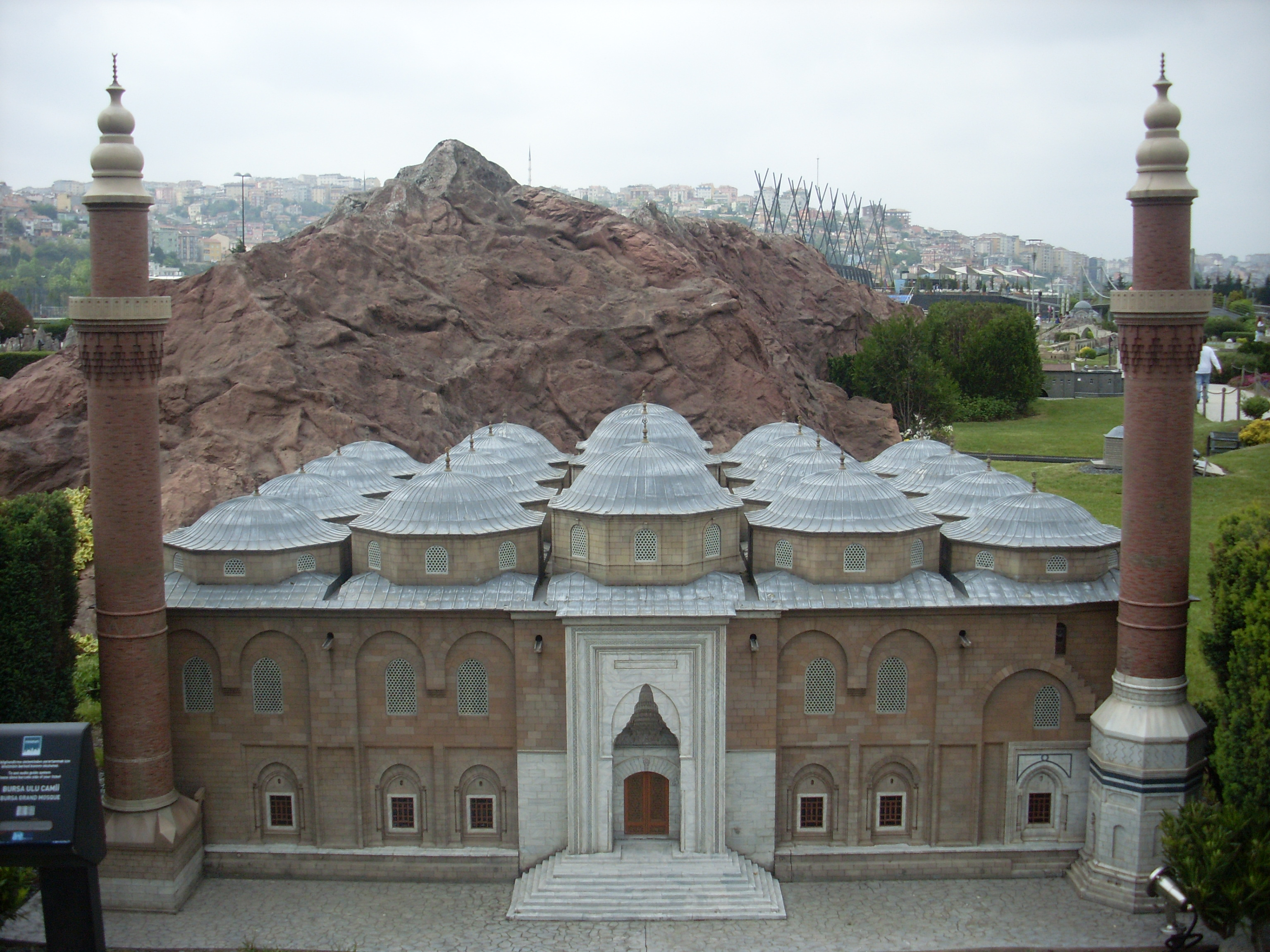
Мечеть Улу-Джами (Бурса)
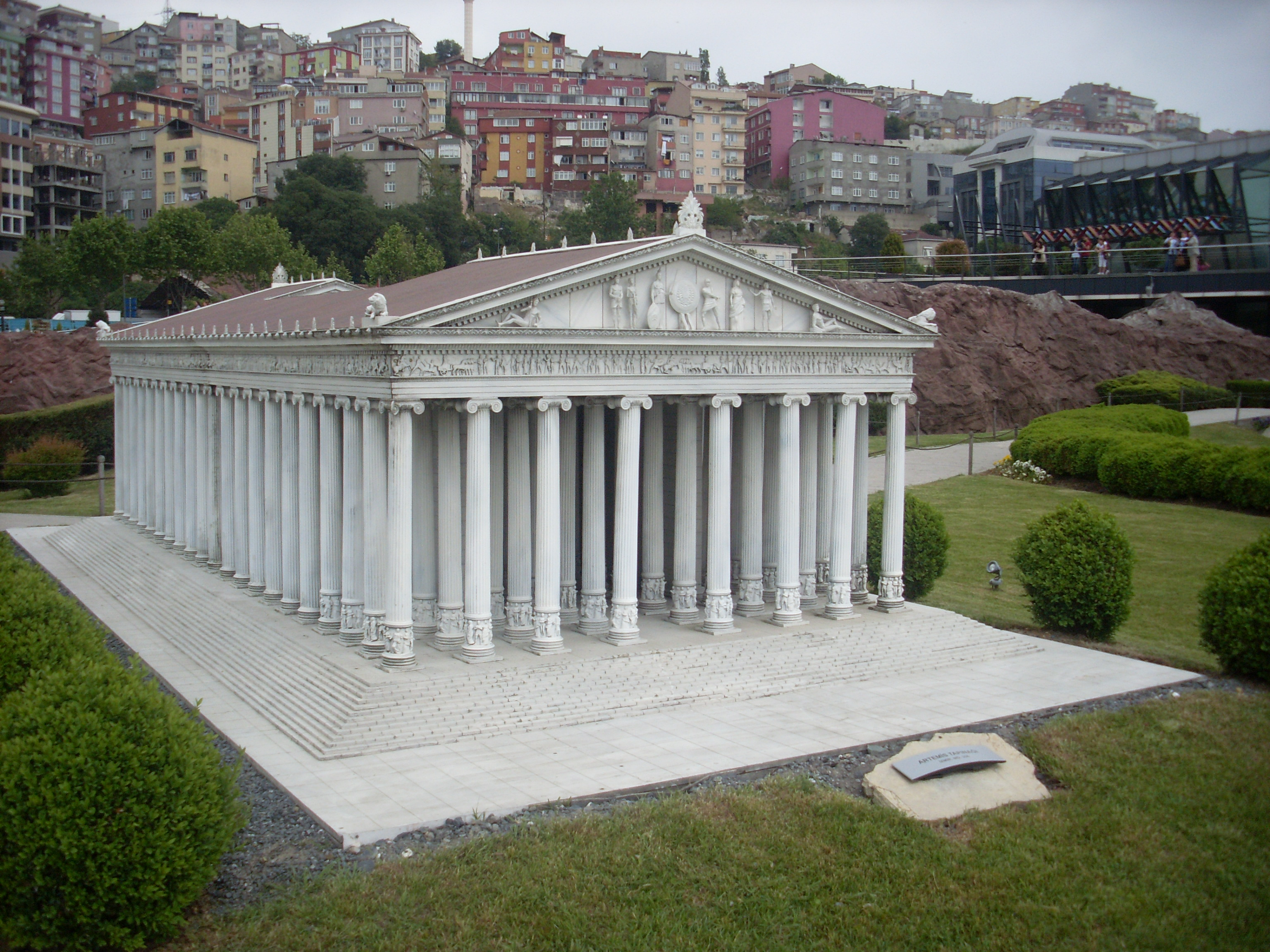
Храм Артемиды Эфесской
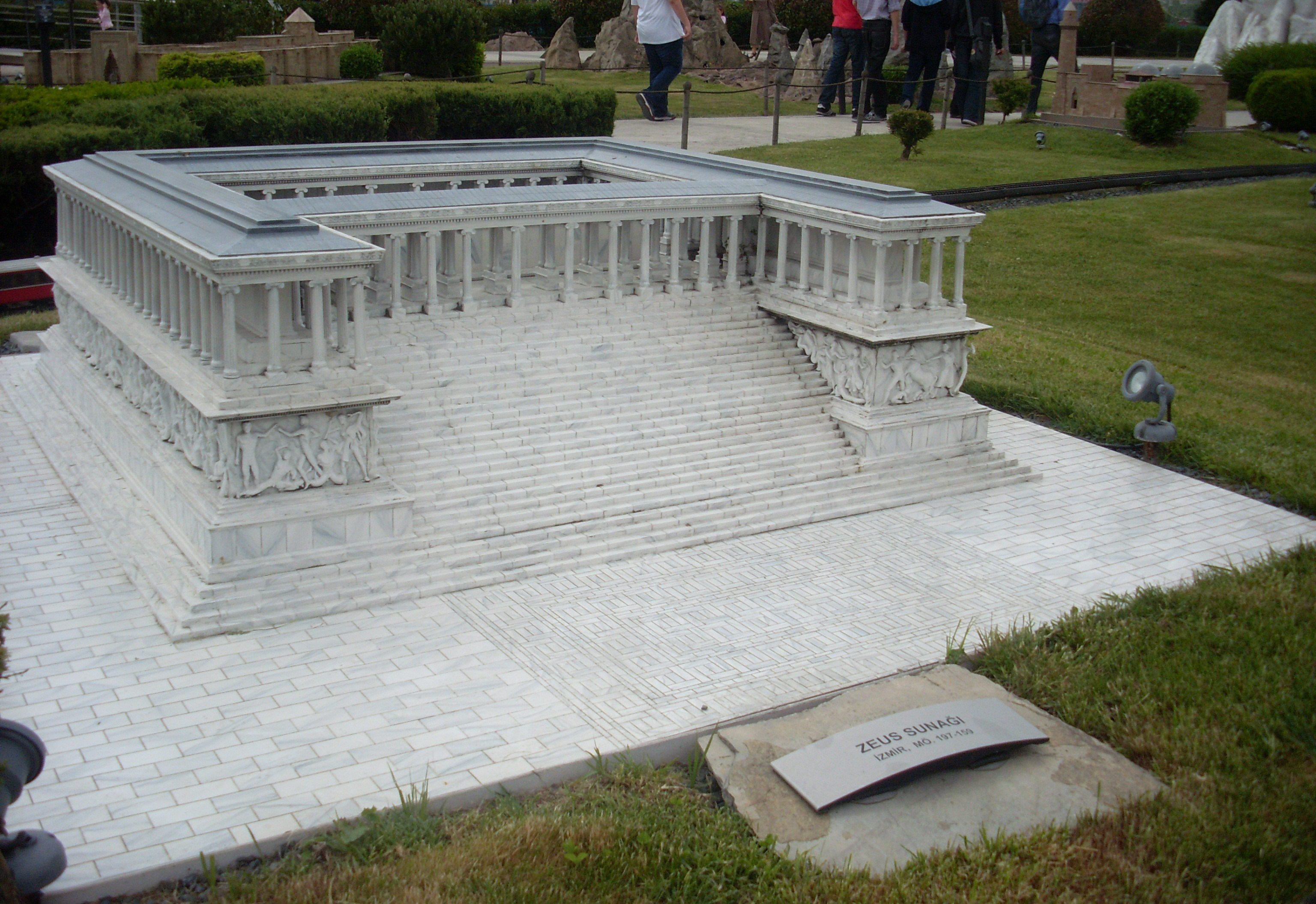
Пергамский алтарь
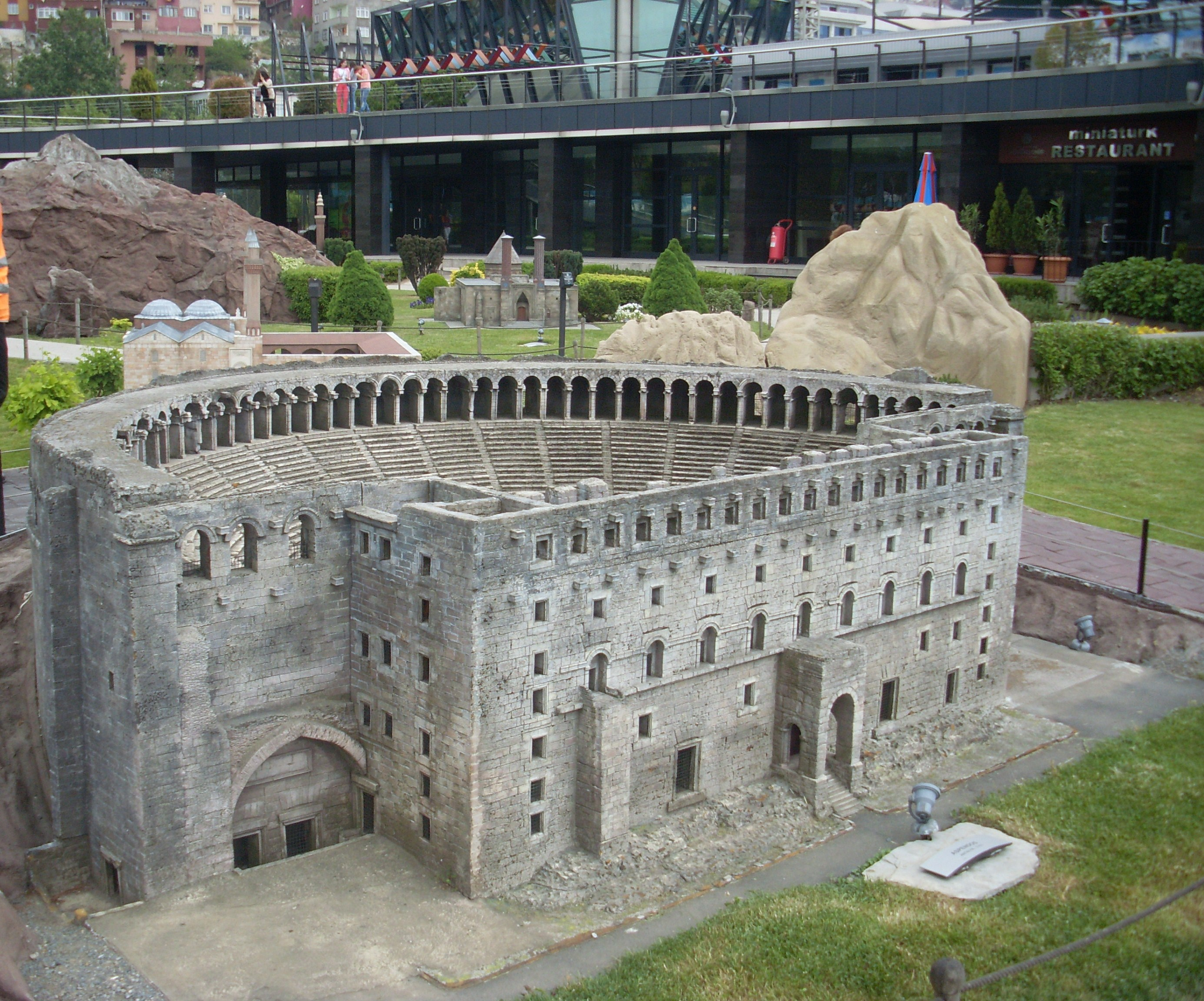
Аспендос
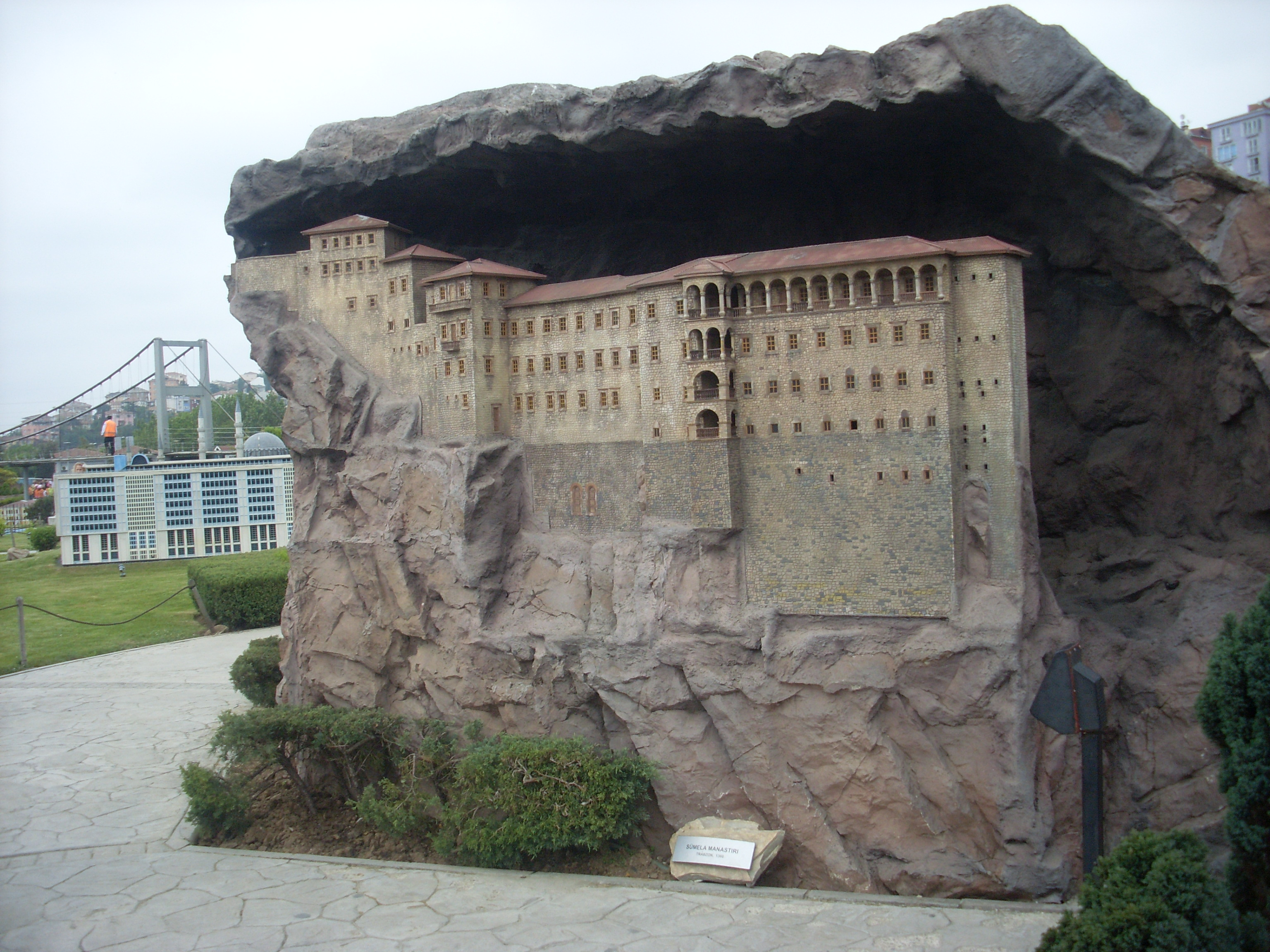
Панагия Сумела
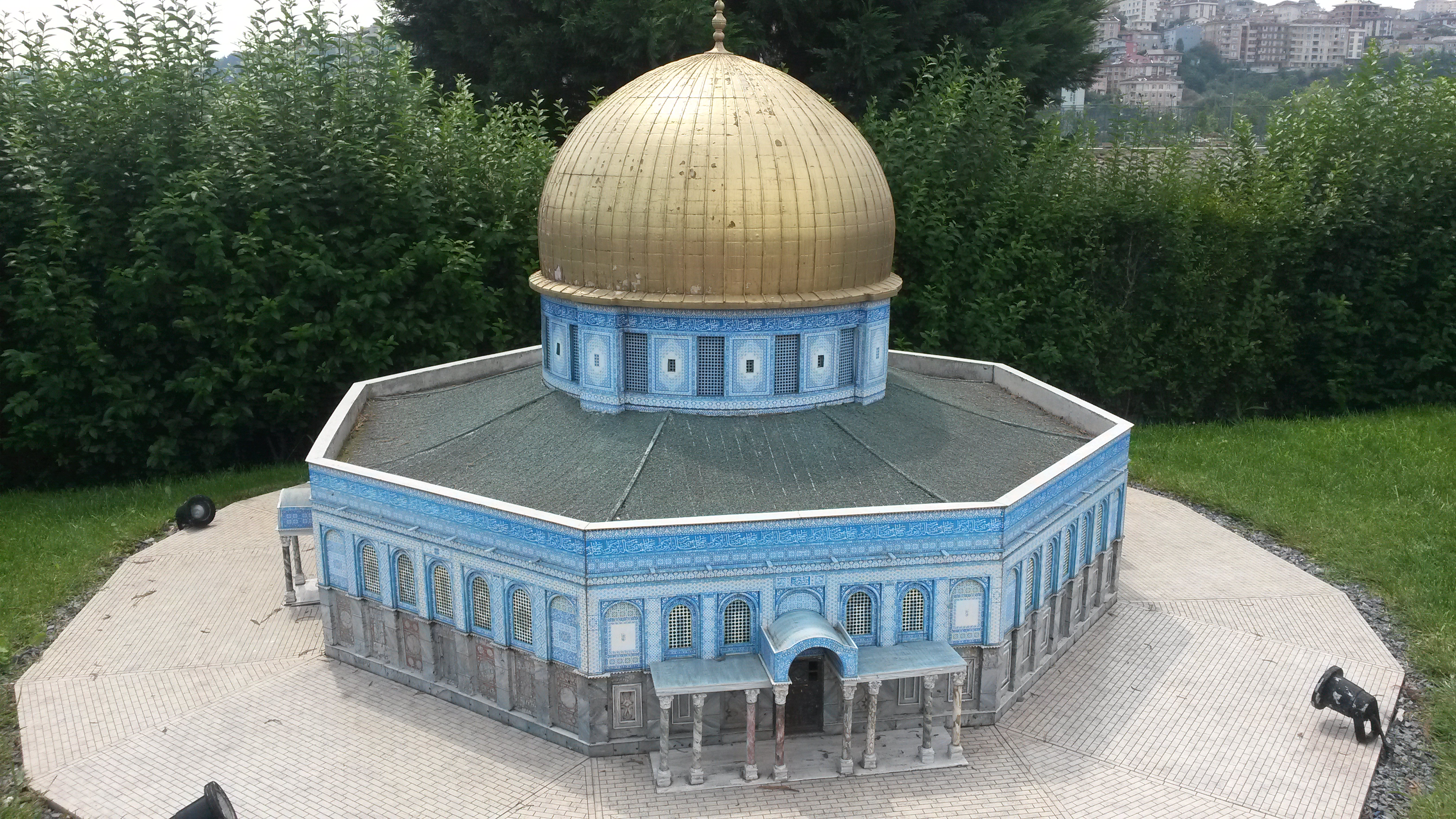
Купол Скалы
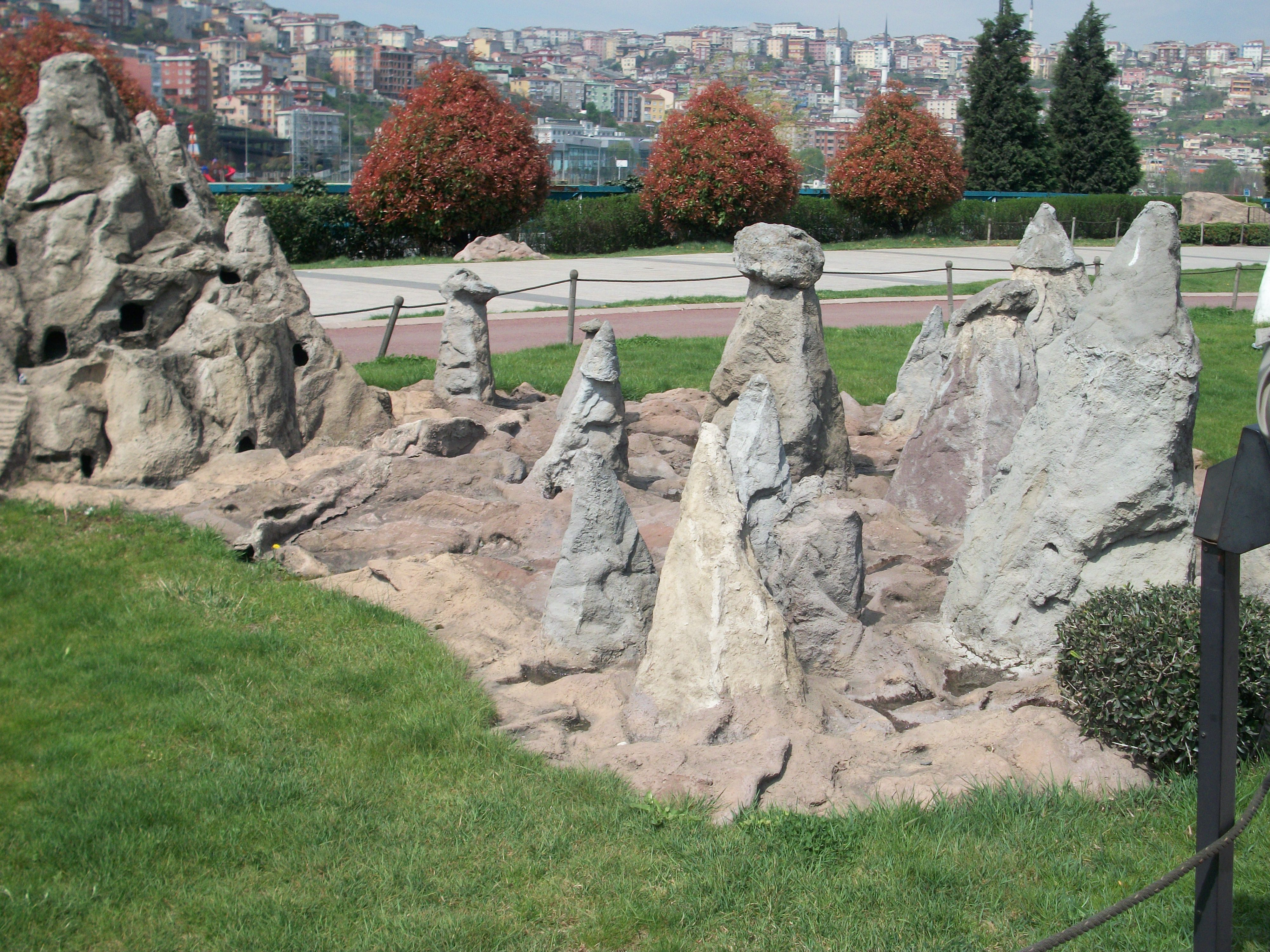
Каппадокия